# Ribes malvaceum
Ribes malvaceum (im englischen Trivialnamen chaparral currant, deutsch Chaparral-Johannisbeere) ist eine Art in der Gattung der Johannisbeeren, die ihren Namen durch ihr Vorkommen in dem kalifornischen Vegetationstyp „Chaparral“ erhalten hat.

## Beschreibung
Ribes malvaceum ist ein 1,5 bis 3 Meter hoher Strauch, der im Vergleich zu den meisten anderen Arten seiner Gattung an allen Stellen unbewehrt ist, also keine Stacheln aufweist. Die ohne Blattstiel 20 bis 50 mm langen Blätter sind dicht behaart, drüsig und doppelt gezähnt. Der Strauch ist in seinem ursprünglichen Verbreitungsgebiet im Sommer laubabwerfend, bedingt durch die jährliche Dürre in den Sommermonaten.

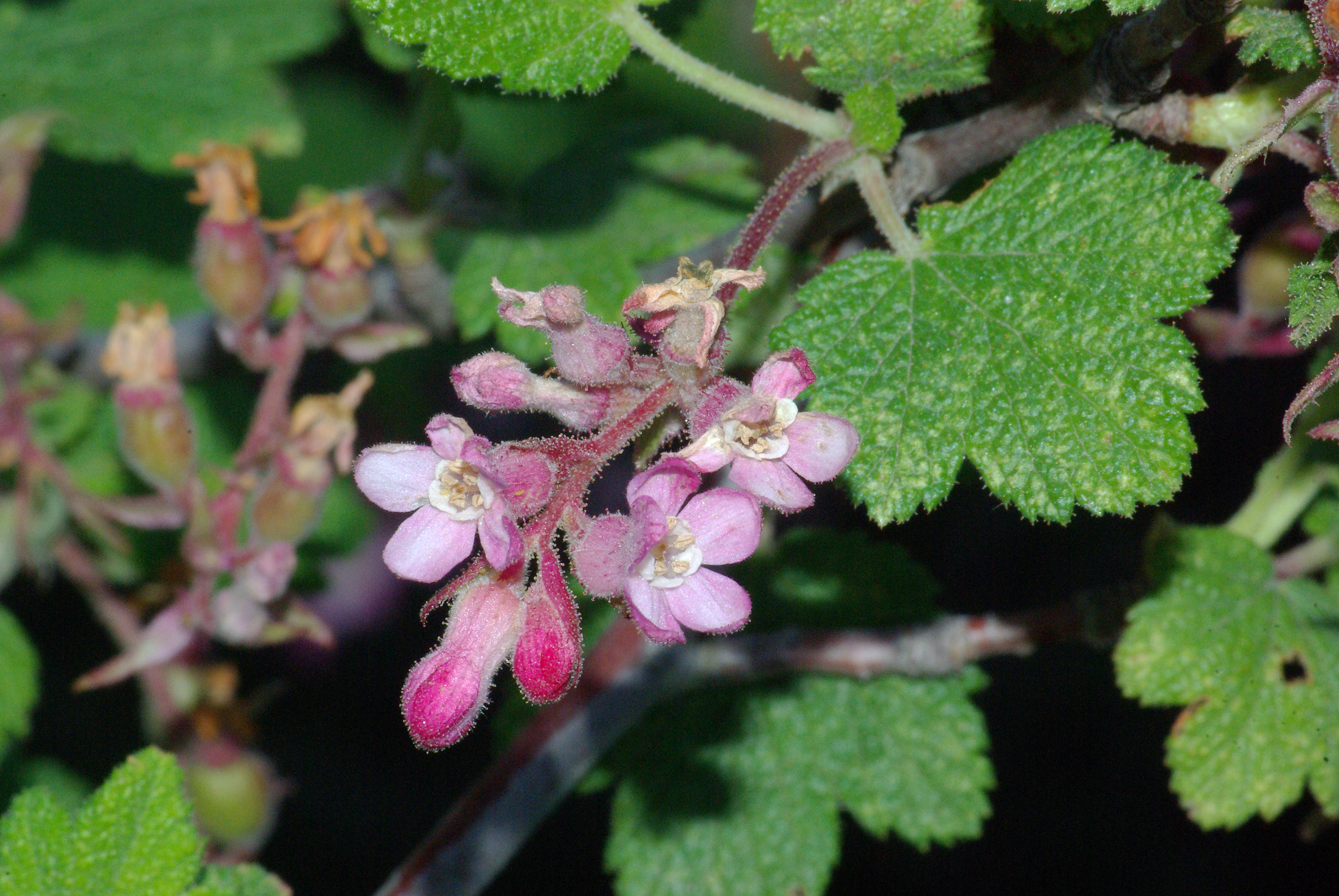
Blütentraube von Ribes malvaceum var. viridifolium

Die Blüten stehen in Trauben von 10 bis 25 einzelnen Blüten, die sich im ursprünglichen Verbreitungsgebiet zwischen Oktober und April zeigen. Der 5 bis 8 mm lange Blütenbecher ist etwa doppelt so lang wie breit und rosa gefärbt. Die Kelchblätter sind 4 bis 6 mm lang und violett bis rosa und die Blütenblätter 2 bis 3 mm lang und weiß bis hellrosa.

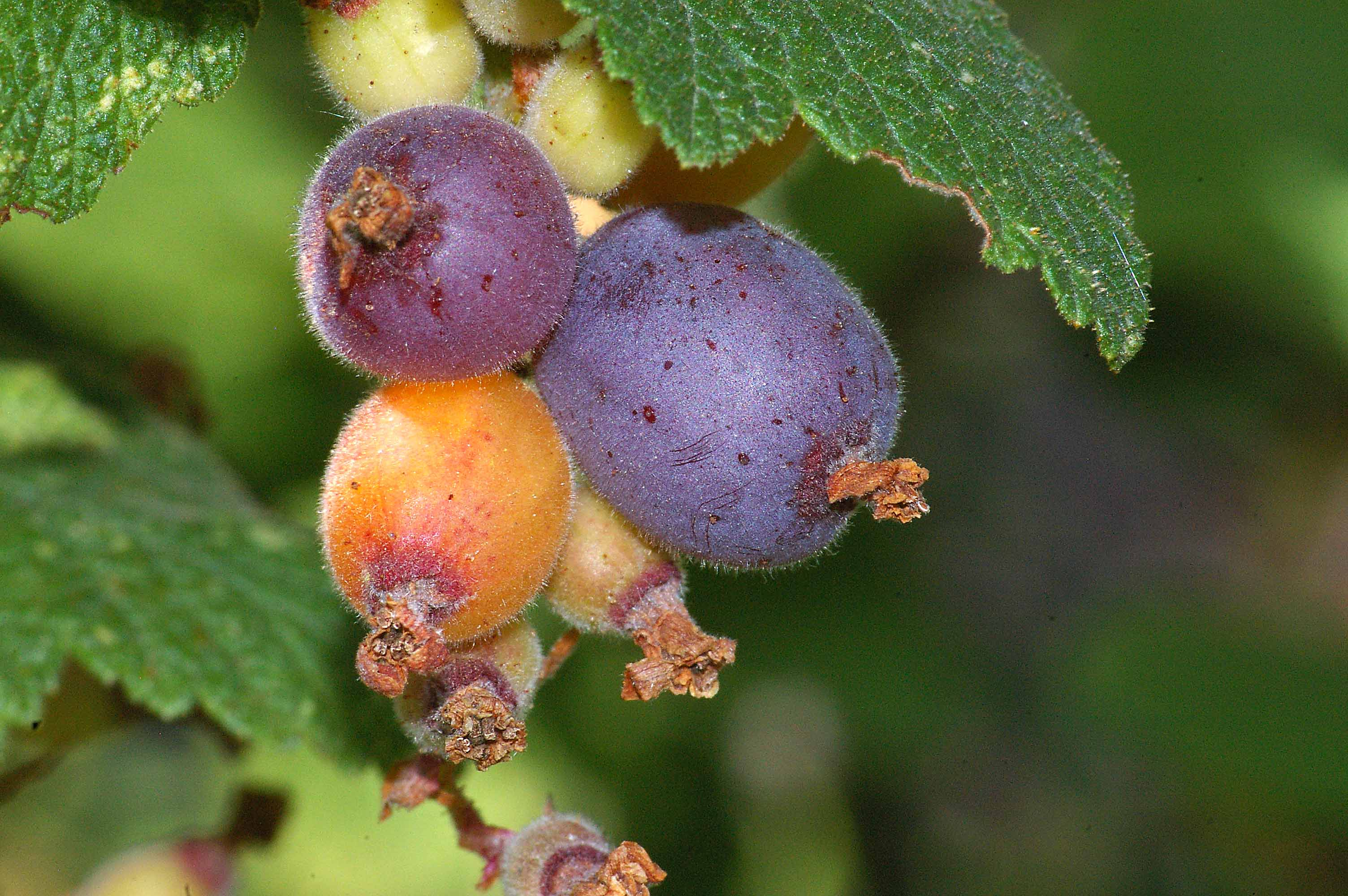
Reife Frucht (rechts) neben früheren Reifestadien

Die 6 bis 7 mm messenden Früchte haben bei Reife eine bereifte blass bläuliche bis violette, zwetschgenähnliche Farbe. Die sind bedeckt mit kleinen drüsigen Härchen von weißer Farbe. In früheren Reifestadien haben die Früchte zuerst eine grünliche, dann eine gelbliche und kurz vor der Reife rötliche Farbe. Die reifen Früchte sind beliebt bei Vögeln, aber auch für den Menschen genießbar.

## Vorkommen und Standort
Die Art kommt in Kalifornien sowie in dem südlich angrenzenden mexikanischen Bundesstaat Baja California vor. Dort kommt sie an den Hängen der küstennahen Bergzüge vor. Es gibt einen Jahresniederschlag von ca. 530 bis 1160 mm. Die Höhenlagen ihres Vorkommens reichen vom Meeresspiegel bis auf 1500 Meter über dem Meeresspiegel.
In Küstennähe wächst sie dank milderem Klima auch an sonnigen Standorten, im Inland eher im geschützteren Halbschatten. In kühleren Höhenlagen ist sie auch eher an sonnigen Standorten anzutreffen. Man findet sie grundsätzlich häufig vergesellschaftet mit der Kalifornischen Steineiche, Toxicodendron diversilobum, dem Amerikanischen Erdbeerbaum, dem Kalifornischen Lorbeer oder Arctostaphylos glauca. Neben dem Chaparral kommt die Art in Vegetationstypen wie Pinienwald, immergrünen Mischwäldern oder offenen Eichenwäldern vor. Die Pflanze bevorzugt einen Boden mit guter Drainage.

## Systematik
Ribes malvaceum wird in der Gattung der Johannisbeeren (Ribes) zu der Sektion Calobotrya gezählt.
Es werden drei Varietäten unterschieden:
- Ribes malvaceum var. clementinum (Dunkle)
- Ribes malvaceum var. malvaceum mit dunkelgrünen Blättern, die vor allem in niedrigen Lagen vom Meeresspiegel bis 800 Meter über dem Meeresspiegel vorkommt.[4]
- Ribes malvaceum var. viridifolium (Abrams) mit hellgrünen Blättern, die bis zu 1500 Meter über dem Meeresspiegel vorkommt.[5]

## Nutzung
In ihrem ursprünglichen Verbreitungsgebiet wird die Art gelegentlich als Zierpflanze in naturnahen Gärten gepflanzt und verkauft. Selten werden die Früchte gegessen oder verarbeitet. Aus den Blättern kann Tee bereitet werden.